# Странният случай с доктор Джекил и мистър Хайд
Доктор Джекил и мистър Хайд пренасочва насам.  За филма вижте Доктор Джекил и мистър Хайд (филм).
Странният случай с доктор Джекил и господин Хайд (на английски: Strange Case of Dr. Jekyll and Mr. Hyde) е роман на Робърт Луис Стивънсън от 1886 г., разказващ историята на добрия доктор Джекил, чиито добронамерени експерименти със самия себе си периодично го превръщат в жестокия и садистичен господин Хайд.
Доктор Джекил и господин Хайд са класически пример на раздвоение на личността. Двамата често се използват и като символ на добрата и лошата страна на една личност.

## История на написване
Стивънсън отдавна бил заинтригуван от идеята как раздвоението на личността влияе на човек и как да включи взаимодействието между доброто и злото в една история. Докато бил още юноша, той разработил сценарий за пиеса за Дийкън Броуди, който по-късно преработва с помощта на У. Е. Хенли и който се продуцира за пръв път през 1882 г. В началото на 1884 г. той написва краткия разказ „Маркхайм“, който ревизира през 1884 г., за да го публикува по Коледа. В есето си „Глава за мечтите“ (сп. Scribner's, през 1888 г.) Стивънсън разкрива как напрегнал мислите си, за да измисли история и това, което получил бил пророчески сън. Когато се събудил имал ясната представа за две или три сцени, които се появят в „Странният случай с д-р Джекил и г-н Хайд“. Биографът Греъм Балфур цитира съпругата на Луис Стивънсън – Фани Стивънсън:
„В ранните часове една сутрин… се събудих от ужасените викове на Луис. Помислих, че сънува кошмар, и го събудих. Той каза гневно: Защо ме събуди? Сънувах чудесна страшна история.“ Бях го събудила по време на сцената с първата трансформация.“
Лойд Озбърн, доведеният син на Стивънсън, пише: „Не вярвам, че някога преди е имало такъв литературен подвиг като творбата за д-р Джекил. Спомням си първото четене сякаш беше вчера. Луис дойде долу трескав, прочете почти половината от книгата на глас, а след това, докато ние все още бяхме в захлас, той отново се отдалечи и се зае с писане. Съмнявам се, че първата чернова е отнела и три дни.“
Вдъхновението може да идва и от приятелството на писателя с френския учител от Единбург – Юджийн Чантрейл, който бил осъден и екзекутиран за убийството на съпругата си през май 1878 г. Чантрейл, който изглежда е водел нормален живот в града, отравя жена си с опиум. Според автора Джереми Ходжис, Стивънсън присъствал по време на целия процес и с „разгръщането на доказателствата той се озовал, подобно на д-р Джекил, 'втрещен от действията на Едуард Хайд'.“ Освен това се смятало, че Чантрейл е извършил други убийства както във Франция, така и във Великобритания, като отравял жертвите си на вечерни партита с „любимо ястие от препечено сирене и опиум“.
Луи Виве, душевноболен, страдащ от многобройни разстройства на личността, привлякъл вниманието на Фредерик У. М. Майърс, а той писал на Стивънсън след публикуването на историята за д-р Джекил. Стивънсън бил учтив в отговора си, но отхвърлил творбата. Както било обичайно в тяхното семейство, г-жа Стивънсън прочитала черновата и предлагала критиките си в полето. По онова време Робърт Стивънсън бил на легло, защото имал кръвоизлив. Затова тя оставила коментарите си с ръкописа и Робърт в тоалетната. Тя казва, че всъщност историята е алегория, но Робърт я написал като разказ. След известно време Робърт я повикал обратно в спалнята и ѝ посочил купчина пепел: той изгорил ръкописа от страх, че ще се опита да го запази от унищожение и така се принудил да започне отново от нищото, написвайки една алегорична история, както съпругата му предложила. Учените спорят дали наистина Стивънсън изгорил ръкописа си; няма директни фактически доказателства за изгарянето, но то остава неразделна част от историята на новелата.
Стивънсън повторно написва историята за няколко дена. Редица по-късни биографи твърдят, че Стивънсън е бил под влиянието на медикаменти по време на фанатичното пренаписване; например, ревизионистичната история на Уилям Грей „A Literary Life“ (2004) казва, че е използвал кокаин, докато други биографи твърдят, че използвал „мораво рогче“ (при изключително малки дози се използва за лечението на мигрена, нервни разстройства, състояния на възбуда и страх; от него по химически път Алберт Хофман създава психоактивното вещество ЛСД). Но, най-разпространената история според сведенията на съпругата и сина му (и самия него), гласи, че е бил на легло и болен по време на написването. Според Озбърн „самият физически подвиг беше огромен и вместо да му навреди, той го възбуждаше и го развеселявеше неизразимо“. Той продължавал да усъвършенства работата си в продължение на няколко седмици след първоначалното преработване. Новелата е написана в южния английски крайбрежен град Борнмът, където Стивънсън се преместил заради лошо си здраве, за да се възползва от морския въздух и по-топлия южен климат.
Името Джекил е заимствано от преподобния Уолтър Джекил, приятел на Стивънсън и по-малък брат на градинаря и ландшафтния архитект Гертруд Джекил.

## Сюжет
Внимание:  Текстът по-долу разкрива сюжета на произведението (или части от него)!
Гейбриъл Джон Атърсън и братовчед му Ричард Енфийлд стигат до вратата на голяма къща по време на ежеседмичната си разходка. Енфийлд започва да разказва на Атърсън как преди месеци видял един зловещо изглеждащ мъж на име Едуард Хайд да стъпква малко момиче, след като случайно се блъснал в него. Енфийлд принудил Хайд да плати 100 лири на близките на детето, за да бъде избегнат скандалът. Хайд ги завел до вратата (пред която стоят двамата братовчеди) и им връчил чек, подписан от уважаван господин (по-късно става ясно, че това е доктор Хенри Джекил, приятел и клиент на Атърсън). След като чува разказа Атърсън се разтревожил, защото Джекил неотдавна променил завещанието си, което превърнало Хайд в единствен наследник. Атърсън започва да се опасява, че Хайд изнудва Джекил. Когато обаче се опитва да обсъди този въпрос с Джекил, докторът пребледнял и настоял Хайд да бъде оставен на мира.
През една октомврийска нощ прислужница вижда доктор Хайд да нанася смъртоносни удари на сър Денвърз Карю, друг клиент на Атърсън. Полицаите се свързват с Атърсън, който ги води в апартамента на Хайд. Хайд вече е изчезнал, но намират едната половина от счупения бастун – оръдието на убийството. Атърсън разпознава бастуна, тъй като го е дал на Джекил. Атърсън посещава Джекил, който му показва писмо, написано със странен прав почерк и подписано „Едурад Хайд“, в което авторът се извинява за причинените неприятности. Въпреки това почеркът на Хайд е подобен на този на Джекил, което кара Атърсън да заключи, че Джекил е написал бележката, за да защити Хайд.
За два месеца Джекил се връща към предишния си начин на живот, но в началото на януари започва да отказва посетители. Д-р Лениън, познат на Джекил и Атърсън, е на смъртно легло, потресен от тайната на Джекил. Преди смъртта си Лениън дава на Атърсън писмо, което трябва да бъде отворено след смъртта или изчезването на Джекил. В края на февруари, по време на друга разходка с Енфийлд, Атърсън започва разговор с Джекил през прозореца на лабораторията му. Джекил изведнъж затваря прозореца с трясък и изчезва.
В началото на март камериерът на Джекил, господин Пуул, посещава Атърсън и му казва, че Джекил се е затворил в лабораторията си от седмици. Двамата решават да се вмъкнат в лабораторията, където откриват очевидно самоубилия се Хайд с дрехите на Джекил. Те намират писмо от Джекил, адресирано до Атърсън. Атърсън чете първо писмото на Лениън, а после и това на Джекил. Първото разкрива, че Лениън е преживял шок, когато видял Хайд да пие серум, който го превърнал в Джекил. Във второто писмо Джекил обяснява как се е отдал на невиждани пороци и се страхувал, че може да бъде разкрита истинската му същност. За да предотврати това, той открил начин да се трансформира, за да се отдаде на пороците си, без хората да разберат за двойствения му живот. Трансформираната личност на Джекил, Хайд, била зла, егоистична и себична. Първоначално Джекил контролирал трансформациите със серума, но една нощ, през август, той неволно се превърнал в Хайд в съня си.
Джекил решил да спре с превръщанията си в Хайд. Но една нощ, в момент на слабост, отпил от серума. Хайд, разярен че е бил държан в клетка толкова дълго, убил Денвърз Карю. Ужасен, Джекил се опитал по-категорично да спре трансформациите. След това в началото на януари той отново се трансформирал неволно, но този път докато бил буден. Далеч от лабораторията и преследван от полицията като убиец, Хайд се нуждаел от помощ, за да не бъде заловен. Той писал на Лениън (от името на Джекил), молейки го да донесе химикали от лабораторията си. Хайд смесил химикалите в присъствието на Лениън, изпил серума и се превърнал в Джекил. Шокът от гледката предизвикал влошаването на здравето, а по-късно и смъртта на Лениън. Междувременно неволните трансформации на Джекил зачестявали и изисквали все по-големи дози серум, за да се неутрализират. Едно от тези преобразувания накарало Джекил да затръшне прозореца пред Енфийлд и Атърсън.
В крайна сметка запасите на една от солите, използвани в серума, започнали да намаляват, а последващите партиди, приготвени с новата сол, нямали същия ефект. Джекил е дълбоко убеден, че първото количество, с което се е снабдил, е било с някакви химически примеси и че именно те са причината за действието на лекарството. Знаейки, че ще се превърне в Хайд за постоянно, Джекил решава да напише своята „изповед“. Той завършва писмото си с думите: „С тези редове оставям перото и като запечатвам своята изповед, завършвам живота на нещастния Хенри Джекил.“

## Герои

### Доктор Хенри Джекил
Уважаван лекар и приятел на Лениън и Атърсън. Джекил е привидно преуспял човек, добре установен в общността и известен със своята порядъчност и благотворителните си каузи. Още от младостта си обаче той тайно има развратно и покварено поведение. Джекил вижда тази своя тъмна страна като бреме и предприема експерименти, целящи да разделят доброто и злото едно от друго. Чрез тези експерименти той вкарва господин Хайд в действие, намирайки начин да се трансформира така, че напълно да стане неговата по-тъмна половина.

### Господин Едуард Хайд
Странен, отблъскващ човек, който прилича на човекоподобна маймуна. Хайд е избухлив и жесток. Всеки, който го види, го описва като грозен и деформиран – но никой не може да каже точно защо. Самият език не успява да подбере правилните думи, с които да опише Хайд: той не е създание, което принадлежи на рационалния свят, светът на съзнателната артикулация или логическата граматика. Хайд е тъмната страна на Джекил, освободена от връзките със съвестта и пусната на свобода благодарение на мистериозна отвара.

### Гейбриъл Джон Атърсън
Атърсън е „човек с намръщено лице, което никога не се разведряваше от усмивка; равнодушен, скъп на думи и стеснителен в разговор, с флегматични реакции; слаб, висок, сух, мрачен и пак по своему мил“, толерантен към грешките на другите и наистина истински приятел.
Изтъкнат и прочут адвокат, уважаван в лондонската общност. Атърсън е сдържан, достоен, а може би дори донякъде не му достига въображаение, но изглежда, че проявява любопитство, макар и плахо, към тъмната страна на живота. Интересува се от силната възбуда на духа, която тласка хората към злодеяния. Именно това пробужда любопитството му не само към Джекил, но и по отношение на Хайд. Неговият рационализъм обаче го прави неподходящ за справяне със свръхестествената природа на връзката „Джекил-Хайд“. Макар и да не е човек на науката, Атърсън прилича на своя приятел д-р Лениън – а може би на викторианското общество като цяло – в предаността на разумните обяснения и отричането на свръхестественото. Той стига до извода, че човешкото падение се дължи на това, че човек се отдава на теми, които намира интригуващи. В резултат на тази линия на мислене, той живее живота си като отшелник и потиска рецепторите си за хубавите неща от живота. Когато е сам „пиеше джин, за да потисне склонността си към хубавото вино; и въпреки че обичаше театъра, не беше прекрачил прага на нито един в продължение на двадесет години“.

### Ричард Енфийлд
Ричард Енфийлд е братовчед и дългогодишен приятел на Атърсън. Той е „известен светски човек“. Подобно на Атърсън, Енфийлд е сдържан, формален и с презрение гледа на клюките. Наистина, двамата мъже често ходят заедно на дълги разходки, без да си казват нито една дума. За пръв път вижда Хайд около три сутринта в епизода, когато Хайд стъпква малкото момиченце. Енфийлд е човекът, който споменава на Атръсън за действителната личност на приятеля на Джекил, Хайд. Ричард става свидетел на това как Хайд безразсъдно прегазва малко момиченце на улицата, а групата свидетели, с родителите на момичето и други жители, принуждават Хайд да напише чек за семейството на момичето. Енфийлд вярва, че Джекил подписва чека, което се оказва вярно. Той казва, че Хайд е отвратително изглеждащ, но се затруднява да го опише по-обстойно, когато е помолен.

### Доктор Хейсти Лениън
Уважаван лондонски лекар и заедно с Атърсън, един от бившите най-близки приятели на Джекил. Като въплъщение на рационализма, материализма и скептицизма, Лениън служи като фолио (характер, чиито нагласи или емоции контрастират и по този начин осветяват тези на друг характер) за Джекил, който прегръща мистиката. Неговата смърт представлява по-общата победа на свръхестествеността над материализма в д-р Джекил и г-н Хайд.
Лениън, не е съгласен с „научните“ концепции на Джекил, които описва като твърде фантастични. Той е първият човек, който открива истинската идентичност на Хайд. Лениън помага на Атърсън да реши случая, когато описва писмото, дадено му от Джекил, и неговите мисли и реакции към трансформацията. Когато Лениън става свидетел на процеса на трансформацията (и впоследствие чува частната изповед на Джекил, направена само за него), той се разболява и по-късно умира от шок.

### Господин Пуул
Икономът на Джекил. Г-н Пуул е лоялен слуга, работил за лекаря в продължение на двадесет години. Загрижеността за господаря му в крайна сметка го кара да потърси помощ от Атърсън, когато се убеждава, че нещо се е случило с Джекил.
Забелязвайки промените и склонността към усамотяване у господаря си, Пуул отива при Атърсън, уплашен, че господарят му е бил убит, а неговият убиец, г-н Хайд, се укрива. Пуул служи вярно на своя господар, опитва се да бъде лоялен към него. И все пак събитията най-накрая го карат да обедини сили с Атърсън, за да открие истината.

## Жанр
Литературните жанрове, които критиците са приложили като рамка за тълкуване на романа, включват басня, детективска история, фантастика, литература на Doppelgänger (от немски – „двойник“), шотландска дяволска приказка и готически роман.

## Теми

### Двойствеността
Новелата често се интерпретира като изследване на дуалността на човешката природа, обикновено изразена като вътрешна борба между доброто и злото, с вариации като човек срещу животно, понякога и цивилизация срещу варварство, като основният тласък е върху тази вариация на една съществена вътрешна борба между едното и другото. Неспособността да се приеме напрежението води до зло или варварство, или към насилие над животните, което се проектира върху другите. Във фройдистката теория мислите и желанията, „изгонени“ в несъзнателния ум, мотивират поведението на съзнателния ум. Ако някой „пропъди“ цялото зло в несъзнателния ум (в подсъзнанието си), в опит да бъде изцяло и напълно добър, то може да доведе до развитието на поведение от типа на господин Хайд. Тази неспособност да приемем напрежението на дуалността е свързано с християнската теология, където падението на Сатаната от Рая се дължи на отказа му да приеме, че е създадено същество (че има двойна природа) и не е Бог. Тази идея е внушена, когато Хайд казва на Лениън, малко преди да изпие известната отвара – „... и зрението ви ще бъде взривено от великолепие, за да заличи неверието на Сатаната“. Това е така, защото в християнството гордостта (да се считаме за безгрешни и неспособни на зли дела) е най-големият грях, тъй като е предшественик на самото зло.
В своето обсъждане на романа Владимир Набоков твърди, че гледната точка „добро срещу зло“ на романа е подвеждаща, тъй като самият Джекил не е, по викториански стандарти, морално добър човек в някои случаи.

### Публично срещу частно
Творбата обикновено се свързва с викторианското виждане за публичното и частното разделение, за нуждата на индивида да играе роля, и за класовото разделение в Лондон. В това отношение новелата е отбелязана като „един от най-добрите пътеводители на викторианската епоха“ поради пронизващото си описание на фундаменталната дихотомия на 19 век „външна почтеност и вътрешна похот“, тъй като този период има тенденция към социално лицемерие.

### Шотландски национализъм срещу съюз с Великобритания
Друга честа интерпретация вижда двойствеността на новелата като представителна за Шотландия и шотландския характер. В това четиво двойствеността представлява националната и лингвистичната дуалност, присъща на отношенията на Шотландия с Великобритания и английския език, както и репресивните ефекти на Шотландската църква върху шотландския характер. Друг паралел се очертава и със самия град Единбург, родното място на Стивънсън, който се състои от две отделни части: старата средновековна част, исторически обитавана от бедните в града, където тъмните претъпкани квартали са пълни с всякаква престъпност, и модерният район с широки улички, представляващ почтеността, създаден по времето на крал Джордж III.

## Отзиви
„Странният случай на д-р Джекил и г-н Хайд“ има незабавен успех и е една от най-продаваните творби на Стивънсън. Сценичните адаптации се появяват първо в Бостън и Лондон и скоро след това се разпространяват из цяла Англия, а малко след това и към родното място на автора – Шотландия.
Първоначално творбата е продадена като евтин роман – за един шилинг в Обединеното кралство и за един долар в САЩ. Американският издател публикувал книгата на 5 януари 1886 г., четири дни преди появата на изданието във Великобритания, издадено от Longmans; Scribner's издава 3000 копия. Първоначално книжарниците нямали книгата в наличност, докато на 25 януари 1886 година не се появила рецензия в Таймс, която ѝ осигурила радушно посрещане. През следващите шест месеца са продадени близо четиридесет хиляди екземпляра. Както авторът на биографията на Стивънсън, Греъм Балфур, написал през 1901 г., успехът на книгата вероятно се дължи по-скоро на „моралните инстинкти на обществото“, отколкото на съзнателното възприемане на заслугите на изкуството. Произведението се чете от онези, които никога не са чели художествена литература. До 1901 г. се смята, че е продал над 250 000 копия в Съединените щати.

## Адаптации
Романът на Стивънсън е послужил като вдъхновение за множество екранизации и е мотивирал появата на много герои в модерната литература. Новелата има многобройни адаптации, включително над 120 театрални и филмови версии.
Има и много аудиозаписи на новелата, като някои от известните читатели включват Том Бейкър, Роджър Рийс, Кристофър Лий, Антъни Куейл, Мартин Джарвис, Джийн Локхарт и други.
Една от адаптациите е тази на режисьора Рубен Мамулян от 1931 година. Неговият филм „Доктор Джекил и господин Хайд“ има 2 номинации за Оскар – една, от които е за най-добра адаптация, а другата за най-добра синематография. А актьорът Фредрик Марч, печели Оскар за най-добър актьор във водеща роля. На филмовия фестивал във Венеция през 1932 г. печели гласа на публиката и взима награда за най-оригинална история.
Друга екранизация („Доктор Джекил и господин Хайд“) на творбата е тази на режисьора Виктор Флеминг от 1941 година. Когато за пръв път е пуснат на големия екран, филмът е бил голям провал. Въпреки това през 1942 година има 3 номинации за Оскар, а приходите достигат до 2 млн. долара.

## В България

### Постановки
За първи път на българска сцена мюзикълът „Джекил“ от Джон Мур е представен през 2013 година в град Варна. Автор на сценария и текстовете на песните е Алекс Уейн, музиката е на известния съвременен английски композитор Джон Мур, ансамблите, аранжиментите и оркестрацията са дело на Ганчо Ганчев.

### Преводи
Творбата му „Странният случай с доктор Джекил и господин Хайд“ за първи път е издадена на български език през 1975 година от издателство „Народна култура“. Преводът е дело на Евгения Паничерска-Камова, а илюстрациите към книгата е направил Стоян Шиндаров.
По-късни издания включват това на издателство „Гарант-21“ от 1991 година и това на издателство „Труд“ от 2006 г.
Най-скорошният превод е на Марин Загорчев от 2016 г., част от поредицата „Малка класика“ на ИК „Фама“.